# Asier Salcedo Borrega
Asier Salcedo Borrega (Vitòria, 9 d'abril de 1980) és un futbolista basc, que ocupa la posició de migcampista.
Format al planter del Deportivo Alavés, debuta a la màxima categoria amb el conjunt de Mendizorroza a la temporada 99/00, tot jugant cinc partits.
Posteriorment, la seua carrera ha prosseguit entre Segona i Segona B. A la categoria d'argent va militar al Pontevedra CF i a la SD Ponferradina, sent suplent en ambdós.